# Luigi Lojacono (politico)
Luigi Lojacono (Bologna, 29 gennaio 1888 – ...) è stato un politico italiano.

## Biografia
Professore universitario di economia politica e giornalista pubblicista, diresse la rivista L'economia italiana. Fu tra i fascisti "della prima ora" che furono al fianco di Benito Mussolini dal 1919 e sedette alla Camera per tre legislature (XXVIII, XXIX, XXX). Dal luglio 1932 al gennaio 1935 fu sottosegretario al Ministero delle comunicazioni e marina mercantile del governo Mussolini.
Dal governo fu incaricato di riorganizzare e unificare le casse di risparmio dell'Alto Adige. A Napoli ricoprì l'incarico di segretario del sindacato fascista Lavoratori dell'industria e rappresentò gli interessi del porto napoletano nel Lloyd Triestino. Nel giugno 1937 divenne preside della Provincia di Napoli, rimanendo in carica fino al 1940.